# Yuzu
yuzu (ユズ) は、かつて自由かつオープンソースで開発されていた、Nintendo Switchのゲームエミュレータである。対応プラットフォームはWindows、Linux。かつて、yuzuの配布終了後に開発されていた派生版、suyu（スユ）もこの項で扱う。
なお、このソフトウェアは任天堂によって公認されたものではない。

## 概要
ソースコードは C++ で書かれている。ニンテンドー3DSのエミュレータの Citraと開発者が共通であり、両プロジェクト間で重要なコードが共有されている。
当初、yuzu はテストプログラムと、改造した本体向けの自作ソフト（いわゆるHomebrew）のみに対応していたが、2019年7月時点では、一部のゲームが問題なく動作する。yuzu で動作するゲームの一覧は、公式ウェブサイトに掲載されている。

## 特徴
yuzuでは任天堂のBCATダイナミックコンテンツネットワークの代替として、Boxcat と呼ばれるネットワークサービスを使用している。
また、Nintendo Switch のドックへの接続時と非接続時のシミュレートを行い、画面解像度のアップスケーリングを行う機能も搭載されている。
支援者にはアーリーアクセス版が提供されていた。

## 歴史
Nintendo Switch の発売から10ヶ月後の2018年1月14日に開発中であることが発表された。

### 反応
Kotakuは、2018年10月時点でスーパーマリオ オデッセイがプレイ可能であることに言及した記事を公開した。この記事の記者は、yuzu がコンピュータゲームの保全（プレイできる環境を絶やさないように後年に残すこと）のためのものではなく、市販中のゲームをエミュレートするためのものであることに懸念を表明した。
PC Gamerは、音声の問題はあるものの、発売直後であるポケットモンスター Let's Go! ピカチュウ・Let's Go! イーブイが yuzu で実行可能であることを指摘した。
ギズモードは2019年10月に公開した記事で、幾つかのゲームを実機とほぼ同等のフレームレートでエミュレートできることに言及した。

### 問題
Kotakuは、2021年10月に、yuzuを使えばメトロイド ドレッドを実機を超えた4Kでプレイすることができ、実機を超えるゲーム体験ができると報じ、海賊版を奨励する内容として炎上した。これによってNintendo Switchに商用のゲームが実行できるエミュレータが存在していることを多くの人が知り、大きな問題になった。
Valve Corporationが2022年10月7日に公開したSteam Deckの紹介動画内にyuzuが写りこんでいることが指摘され大きな話題を呼んだ。Valveはこの動画を削除し、該当の箇所を同社のPortal 2に差し替えて動画を再公開した。

### 開発と配布の終了
2024年2月26日、任天堂がyuzuの開発者を告訴し、「大々的に海賊行為を助長している」と主張するとともに、米ロードアイランド州裁判所に対して、エミュレータの公開中止と開発者が所有するすべてのコピーの破棄を要求した。
これを受けて同年3月5日、yuzuの開発チームは開発と配布を終了することを発表し、同時に同じグループが開発するCitraの開発・配布も終了した。

### 配布終了後の動き
yuzuのの公開終了翌日には、その代替となる派生版としてsuyuが登場した。suyuはyuzuのコードを引き継ぎつつ、著作権を侵害する行為は徹底的に排除するとうたっており、yuzuでは対応していなかったmacOSにも正式対応していた。
しかし、2024年3月21日に、suyuもまたDMCAを起因としてGitLabのレポジトリが削除され、その後すぐに、suyuのDiscordサーバーもDiscordの意向により削除された。開発メンバーの一人がリポジトリのクローンを作成して開発を続行したものの、そちらも2025年2月14日に開発が終了した。